# Pascasius (Glasmacher)
Pascasius (von Paschasius) war ein Glasmacher der Spätantike (vitriarius), tätig im 6. Jahrhundert in Salona in Dalmatia.
Er ist einzig bekannt durch die Inschrift eines fragmentierten Sarkophagdeckels, der bei der Friedhofsbasilika von Manastirine gefunden wurde. Pascasius war Christ, was aus dem kleinen eingemeißelten Kreuz am Anfang der Inschrift ebenso wie aus der Bestattung bei einer Kirche hervorgeht. Spätantike Glasproduktion ist in Salona auch archäologisch nachgewiesen.